# 井上忠佳
井上 忠佳（いのうえ ただよし、1944年-　）は、日本のランドスケープアーキテクト・都市計画家。愛知県名古屋市生まれ。技術士、登録ランドスケープアーキテクト（RLA）。建設省でインハウスランドスケープアーキテクトとして行政・研究に従事した後、CLA(ランドスケープコンサルタンツ協会）専務理事、株式会社創建取締役副社長を歴任。
蓑茂寿太郎らと1971年に「Design With Nature」を刊行したイアン・マクハーグらの取り組みを扱った同人誌を発行し、ランドスケープアーキテクチュアの一つであるエコロジカル・プランニングの理念を紹介した人物。
このほか、花と緑と健康のまちづくりフォーラム理事。花緑元気研究会会長。日本都市計画家協会理事。東京農業大学地域環境科学部造園科学科非常勤講師。日本造園学会中部支部支部長やURIBIO2010（CBD・COP10のサイドイベント:都市における生物多様性とデザイン国際会議)共同議長等を歴任。東日本大震災福島県新地町震災復興プロジェクトに参加。
2005年、第27回北村賞受賞(日本公園緑地協会)

## 略歴
東京農業大学旧農学部造園学科卒業。在学中、ミシガン州立大学社会学部ランドスケープ・アーキテクチュア学科に留学。
農大卒業後、旧建設省に入省し、都市公園整備・運営、都市緑化・都市計画・古都保存、広域緑地行政などに関わる。
土木研究所(現国土技術政策総合研究所)緑化研究室長として緑化技術、景観整備等の研究に従事(主任研究員 篠原修 田代順考  末永錬司 有村恒夫、 研究員 藤原宣夫 他)。
1987年-1988年、国際レジャー博覧会(オーストラリア連邦クイーンズランド州ブリスベン)日本政府館副館長として日本庭園 「遊翠園」監理.運営・恒久保存等に関わる。
その後国営昭和記念公園事務所長等歴任後、日本造園コンサルタント協会専務理事(バブル後のコンサルタントビジョンを取りまとめ、ランドスケープコンサルタンツ協会に名称変更、RLA資格制度立ち上げに向けた業務等を推進)を務めた後(株)創建に勤務。

## 著書

### 単著
- 工夫とアイデアでのりきる がんばらないガーデニング（誠文堂新光社、2012、ISBN 978-4416312063)

### 共著
- 建築術　２空間をとらえる　彰国社　昭和47年10月　3352-427002-3081
- 都市緑化による都市景観形成事例集―みどりの街をつくる  　（ぎょうせい、1986、ISBN 978-4324004425）
- 道路緑化技術基準・同解説 　丸善   昭和63年12月　　検討幹事長
- 改訂版 造園施工管理(改訂版)  　日本公園緑地協会　1988、978-4-88950-108-7　 監修委員・執筆委員長
- 人と自然にやさしいエンジニアリング(金井格監修） 　技報堂　1997年11月　ISBN 4-7655-2116-8 C3052　編集幹事長
- 大規模公園における自然環境の創出と保全、　工業技術会　平成9年2月
- 増補　応用生態工学序説-生態学と土木工学の融合を目指して((株）信山社サイテック　　1999年2月　ISBN 4-7972-2508-4 C3045)
- 市民参加時代の美しい緑のまちづくり　((財)経済調査会平成13年７月　ISBN 4-87437-678-9)　美しい緑のまちづくり研究会　編集幹事）
- 日本の街を美しくする―法制度・技術・職能を問いなおす（土田 旭＋都市景観研究会、学芸出版社、2006　ISBN 4-7615-3138-X　編集委員会幹事）

## 発表論文
1. 昭和43年　 造園空間におけるEdgeの意義  都市公園45　 東京都公園協会奨励賞
2. 昭和55年   地方都市ニュータウンにおける緑地のあり方について　都市計画109 共著高橋、金子他
3. 昭和56年　 滝野すずらん公園の省エネルギー計画　 第35回建設省技術研究論文集 野坂、坂口
4. 昭和58年   寒冷地における大規模公園施設のエネルギー計画　 土木学会　山村、加賀屋
5. 昭和60年   Creation of Green Spaces：IFLA WOLRLD  Congress,Japan1985
6. 昭和60年   緑の空間づくり 造園雑誌    48　（社）日本造園学会
7. 平成元年 都市内の緑被の把握手法に関する技術的問題について　造園雑誌第５２巻第５号　春田（日本造園学会査読）
8. 平成**年　公共造園における設計監理のありかた　ランドスケープ研究　第60　第4号
9. 2003 日本におけるランドスケープアーキテクト業務内容調査　都田徹　渡辺浩　：ランドスケープ研究究66(2),160～163
10. 2003年　公共事業による本格的日本庭園整備の技術的課題（国営昭和記念公園の事例）造園技術報告書2003　No２　（社）日本造園学会
11. 2003年　大規模公園マネージメントの前提としての利用者分析調査の意義と課題第20回IFPRA世界大会2004.9.9 （日本造園学会査読）
12. 平成16年　伝統的造園技術の継承と公共事業（国営昭和記念公園における日本庭園整備の事例）第20回IFPRA世界大会2004.9.9　共著　飯野博、榊原八朗他

- 土木研究所研究資料(現国土総合政策技術研究所)：研究職としてとりまとめた論文 16本